# 광명시 을
광명시 을은 대한민국의 국회의원 선거구이다. 경기도 광명시의 일부 지역을 관할한다. 현직 국회의원은 더불어민주당의 김남희이다.

## 역사
대한민국 제17대 국회의원 선거를 앞두고 광명시 선거구가 광명시 갑, 광명시 을 선거구로 분구되면서 신설되었다. 
대한민국 제21대 국회의원 선거를 앞두고 실시된 선거구 개편 과정에서 철산3동을 광명시 갑 선거구에 넘겨주게 되면서 광명시 을 선거구는 하안동, 소하동, 학온동 일원을 관할하게 되었다.
대한민국 제22대 국회의원 선거를 앞두고 실시된 선거구 개편 과정에서 학온동을 광명시 갑 선거구에 넘겨주었다.

## 관할 구역
| 대수      | 관할 구역                                                                    |
| --------- | ---------------------------------------------------------------------------- |
| 17대~20대 | 광명시 철산3동, 하안1동, 하안2동, 하안3동, 하안4동, 소하1동, 소하2동, 학온동 |
| 21대      | 광명시 하안1동, 하안2동, 하안3동, 하안4동, 소하1동, 소하2동, 학온동          |
| 22대      | 광명시 하안1동, 하안2동, 하안3동, 하안4동, 소하1동, 소하2동, 일직동          |

## 역대 국회의원
| 선거   | 정당 | 정당         | 의원   |
| ------ | ---- | ------------ | ------ |
| 2004년 |      | 한나라당     | 전재희 |
| 2008년 |      | 한나라당     | 전재희 |
| 2012년 |      | 민주통합당   | 이언주 |
| 2016년 |      | 더불어민주당 | 이언주 |
| 2020년 |      | 더불어민주당 | 양기대 |
| 2024년 |      | 더불어민주당 | 김남희 |

## 역대 선거 결과

### 대한민국 제17대 국회의원 선거
|  | 47.17% |

|  | 42.83% |

|  | 5.02% |

|  | 4.96% |

### 대한민국 제18대 국회의원 선거
|  | 56.35% |

|  | 36.06% |

|  | 6.36% |

|  | 1.21% |

### 대한민국 제19대 국회의원 선거
|  | 50.09% |

|  | 46.15% |

|  | 3.74% |

### 대한민국 제20대 국회의원 선거
|  | 52.18% |

|  | 31.50% |

|  | 12.99% |

|  | 3.32% |

### 대한민국 제21대 국회의원 선거
|  | 64.09% |

|  | 30.51% |

|  | 4.87% |

|  | 0.51% |

### 대한민국 제22대 국회의원 선거
|  | 59.56% |

|  | 40.43% |

## 같이 보기
- 경기도의 선거구
- 광명시의 국회의원
- 광명시